# 卢伊尔河畔利奥拉克
卢伊尔河畔利奥拉克（法語：Liorac-sur-Louyre，法語發音：[ljɔʁak syʁ lwiʁ]）是法国多尔多涅省的一个市镇，位于该省中南部，属于贝尔热拉克区。

## 地理
卢伊尔河畔利奥拉克（44°53'49"N, 0°38'41"E）面积20.27 平方千米，位于法国新阿基坦大区多爾多涅省，该省份为法国西南部内陆省份，是法國本土面积第三大的省，大致对应佩里戈尔地区，北起顺时针与夏朗德省、上维埃纳省、科雷兹省、洛特省、洛特-加龙省、吉倫特省和滨海夏朗德省接壤。
与卢伊尔河畔利奥拉克接壤的市镇（或旧市镇、城区）包括：圣乔治德蒙克拉尔、科斯德克莱朗、拉蒙济-蒙塔斯特吕克、穆莱迪耶、圣索沃尔、圣费利德维拉代、佩里戈尔地区圣马塞尔。

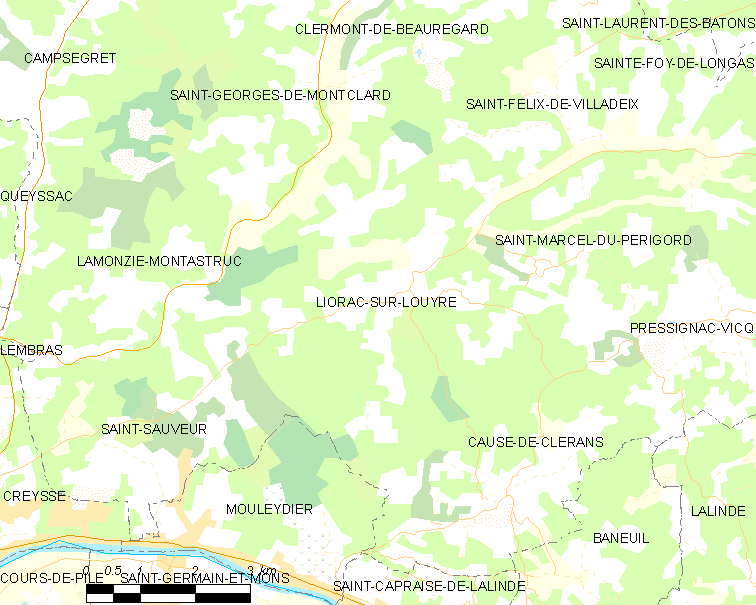
卢伊尔河畔利奥拉克的OSM定位图

卢伊尔河畔利奥拉克的时区为UTC+01:00、UTC+02:00（夏令时）。

## 行政
卢伊尔河畔利奥拉克的邮政编码为24520，INSEE市镇编码为24242。

## 政治
卢伊尔河畔利奥拉克所属的省级选区为拉兰德县。

## 人口

1962-2008年间卢伊尔河畔利奥拉克人口变化图示

卢伊尔河畔利奥拉克于2022年1月1日时的人口数量为260人。